# إلكين غونزاليس
إلكين غونزاليس (بالإسبانية: Elkin González)‏ هو لاعب كرة قدم ومدرب كرة قدم هندوراسي في مركز الوسط، ولد في 29 سبتمبر 1980 في La Libertad, Comayagua ‏ في هندوراس. شارك مع منتخب هندوراس لكرة القدم. أما مع النوادي، فقد لعب مع باريلاس وان وريال إسبانيا ونادي ريال سوسيداد.

## وصلات خارجية
- إلكين غونزاليس على موقع قاعدة بيانات كرة القدم.إي يو (الإنجليزية)
- إلكين غونزاليس على موقع ناشيونال فوتبول تيمز (الإنجليزية)